# Idaea subtorrida
Idaea subtorrida là một loài bướm đêm trong họ Geometridae.